# Де Фриз, Ян
Ян де Фриз (нидерл. Jan de Vries; род. 5 января 1944, Синт Якобипарочи, Нидерланды — 14 января 2021, Пюрмеренд, Нидерланды) — нидерландский мотогонщик, двукратный чемпион мира по шоссейно-кольцевых мотогонок серии MotoGP в классе 50cc (1971, 1973).

## Биография
Ян де Фриз дважды выигрывал чемпионат мира по шоссейно-кольцевых мотогонок серии MotoGP в классе 50cc, оба раза на мотоцикле немецкой марки Kreidler, став одним из самых успешных спортсменов в истории марки.
Ян де Фрис дебютировал в гонках чемпионата мира по шоссейно-кольцевым мотогонкам MotoGP в 1968 году, приняв участие в своем домашнем Гран-При Нидерландов на мотоцикле марки Kreidler в классе 50сс.
С 1969 года он стал постоянным гонщиком команды Kreidler в классе 50сс. В своем первом полном сезоне Ян завоевал пять подиумов в восьми гонках и занял четвертое место в общем зачете.
В 1970 году де Фриз одержал свою первую победу на этапе, выиграв Гран-При Наций в Монце и занял пятое место в общем зачете. В том же году он принял участие в своей первой и последней гонке в классе 125сс: на мотоцикле марки MZ в Ассене занял седьмое место.
В сезоне 1971 Ян де Фрис доминировал в классе 50сс. Он выиграл пять из девяти гонок сезона и с максимальным количеством очков (по действующим правилам в общий результат сезона записывали 5 лучших результатов) впервые стал чемпионом мира, принеся заодно и первую победу для Kreidler в зачете производителей.
В 1972 году Ян де Фриз набрал одинаковое количество очков с легендарным Анхелем Ньето, но по дополнительным показателям вынужден был довольствоваться вторым местом.
В сезоне 1973 года голландец во второй раз стал чемпионом мира. После окончания сезона он завершил свою карьеру мотогонщика.
После этого Ян де Фриз работал тюнером гоночных двигателей для Van Veen. Сегодня он является частым гостем на гонке ветеранов.
Де Фриз умер на 14 января 2021 года в возрасте 77 лет в результате острой сердечной недостаточности.